# (46689) Hakuryuko
(46689) Hakuryuko est un astéroïde de la ceinture principale.

## Description
(46689) Hakuryuko est un astéroïde de la ceinture principale. Il fut découvert le 13 janvier 1997 à Nanyo par Tomimaru Okuni. Il présente une orbite caractérisée par un demi-grand axe de 2,30 UA, une excentricité de 0,07 et une inclinaison de 6,2° par rapport à l'écliptique.

## Compléments